# ألفرد شميت (عالم فلك)
ألفرد شميت (بالفرنسية: Alfred Schmitt)‏ هو عالم فلك فرنسي، ولد في 30 نوفمبر 1907 في بوست في فرنسا، وتوفي في 2 أبريل 1973 في السيفين في فرنسا.